# Der Foltergarten des Dr. Diabolo
Der Foltergarten des Dr. Diabolo (Originaltitel: Torture Garden, Alternativtitel: Garten des Schreckens) ist ein britischer Episoden-Horrorfilm aus dem Jahre 1967 von Freddie Francis, der von Amicus Productions produziert wurde. Der Film wurde mit der Werbezeile „Do you dare see what Dr. Diabolo sees?“ (deutsch: „Trauen Sie sich zu sehen, was Dr. Diabolo sieht?“) beworben.

## Handlung

### Rahmenhandlung
In einem Vergnügungspark gibt es eine Attraktion, die sich Foltergarten nennt. Dabei handelt es sich um ein Wachsfigurenkabinett, dessen Besitzer sich Dr. Diabolo nennt. Am Anfang des Films sieht man, wie Dr. Diabolo als Teufel verkleidet seinen Zuschauern die Hinrichtung einer Wachsfigur auf dem elektrischen Stuhl vorführt. Nach der Show nimmt er sein Teufelsmakeup ab und erzählt ihnen von einer besonderen Attraktion, die er nur auserwählten Personen zeige. Fünf Zuschauer melden sich freiwillig, der Playboy Colin Williams, die Amerikanerin Carla Hayes (ihre Cousine), die Musikliebhaberin Dorothy Endicott, der Edgar-Allan-Poe-Sammler Ronald Wyatt und ein Arzt. Dr. Diabolo führt sie in einen Raum, in dem auf einem Thron eine Wachsfigur sitzt. Die Zuschauer sind enttäuscht und wollen ihr Geld zurück, aber Diabolo erklärt ihnen, dass die Wachsfigur die griechische Schicksalsgöttin Atropos darstellt, die den Menschen ihre Zukunft vorhersagt und ihnen ihre dunklen Seiten und wozu sie fähig sind zeigt. Die Zuschauer lassen sich nach der Reihe ihre Zukunft vorhersagen, wobei die einzelnen Vorhersagen im weiteren Verlauf des Films als vier Horrorepisoden erzählt werden, in denen Atropos oft als Nebenfigur wie zum Beispiel als Krankenschwester auftritt. Die Rahmenhandlung wird zwischen den Episoden fortgeführt.

### Enoch
Als erster lässt sich Colin seine Zukunft zeigen. Er sieht, dass er zu seinem herzkranken Onkel Roger aufs Land fährt. In Onkel Rogers Haus soll einmal eine Hexe gewohnt haben, die einen großen Schatz besessen hat, den Onkel Roger angeblich gefunden hat. Colin quetscht seinen Onkel aus, wo er den Schatz versteckt hat. Dabei bekommt letzterer einen Herzanfall. Er bittet Colin. ihm seine Medizin zu geben, doch dieser weigert sich ihm die Medizin zu geben, bevor er ihm von dem Schatz erzählt hat. Onkel Roger stirbt an dem Herzanfall. Colin lässt es so aussehen, als hätte er nichts mit dem Tod von Onkel Roger zu tun. Er beschließt, eine Nacht in dem Haus zu übernachten, um nach dem Schatz zu suchen. Dabei findet er unter dem Bett eine Falltür, die in einen dunklen Keller führt. Dort gräbt er nach dem Schatz. Er findet jedoch einen Sarg, in dem die Leiche der Hexe liegt. Als er den Sarg öffnet, springt ein Kater heraus. Colin rennt nach oben. Der Kater spricht plötzlich zu ihm. Er sagt ihm, dass sein Name Balthazar sei und er ihm nun wie zuvor sein Onkel dienen müsse und er ihn dafür belohnen werde. In der Scheune findet Colin einen schlafenden Landstreicher. Der Kater, welcher sich von Menschenköpfen ernährt, befiehlt ihm, den Landstreicher mit einer Heugabel zu töten. Colin weigert sich, doch der Kater beginnt ein nervenaufreibendes Miauen auszustoßen, worauf Colin die Tat vollbringt. Am nächsten Morgen wacht Colin auf der Couch auf. Er denkt, alles wäre nur ein Traum gewesen, aber im Keller findet er Balthazar, der Colin mit einem Teil des Hexenschatzes belohnt. Colin wird klar, dass er den Landstreicher wirklich getötet hat. Der Kater verlangt nun von Colin, auch die Witwe seines Onkels zu töten, was Colin tut. Die Polizei findet die Leichen und Colin kommt ins Gefängnis. Er erzählt dem Gefängniswärter von dem Kater und dass er ihn dazu gebracht hat, die Menschen zu töten. In der Zelle wird er wieder von Balthazar heimgesucht. Der Polizeichef hört in seinem Büro Colins Schreie. Als er in der Zelle nachsieht, liegt dort Colins kopflose Leiche. Balthazar wählt als seinen neuen Diener den Polizeichef.

### Terror Over Hollywood
Als Nächste ist Carla Hayes  an der Reihe. Ihre Freundin hat ein Date mit dem Hollywood-Star Charles. Da es Carlas großer Traum ist, Filmstar zu werden, verbrennt sie das Kleid ihrer Freundin heimlich mit dem Bügeleisen. Ihre Freundin sagt, sie soll eine Ausrede für Charles finden, was Carla auch tut. Charles geht deshalb mit ihr aus. In einem Restaurant lernt Carla Charles Kollegen Leo und Storm kennen, mit denen sie darüber spricht, dass sie schon immer Schauspielerin werden wollte, woraufhin ihr Storm eine Rolle in seinem neuen Film anbietet. Charles, welcher gerade erfahren hat, dass er bei Storms neuem Film nicht mitarbeiten wird, ertränkt seinen Frust in der Bar mit Alkohol. Später, als Charles nach Hause fahren will, wird er vom Barkeeper getötet, welcher es wie einen Unfall aussehen lässt. Carla liest am nächsten Tag in der Zeitung von Charles „Unfall“. Später probt sie mit Leo für den Film, bis dieser mit zwei Männern weggeht. Die beiden Männer sind jedoch Gangster und töten Leo mit einem Kopfschuss. Obwohl für Carla klar ist, dass Leo tot ist, bringt Storm ihn in die Klinik des Chirurgen Dr. Heim. Ein paar Tage darauf taucht Leo völlig gesund wieder am Set auf. Storm erklärt Carla, dass nur Leos Double erschossen wurde. Carla glaubt dies nicht. Da sie im Zeitungsarchiv über Dr. Heim nachgeforscht hat, hat sie herausgefunden, dass Storm vor ein paar Jahren bei einem Bootsunfall schwer verletzt wurde und Dr. Heim ihn darauf behandelt hat. Da bei dem Unfall Storms Schädel und Brustkasten zertrümmert wurden, müsste er eigentlich Narben haben, doch er ist unversehrt. Als Carla mit Leo darüber spricht, streitet er es ab. Carla sagt, dass sie ihn liebt, aber Leo kann sie nicht lieben. Carla packt ihn am Kopf, dabei reißt sie ihm etwas Haut von der linken Wange. Mit Entsetzen stellt sie fest, dass sich darunter Metall befindet. Leo erklärt ihr die schockierende Wahrheit über die unsterblichen Hollywoodstars. Sie sind nämlich wirklich unsterblich, da Dr. Heim eine Methode gefunden hat, um das menschliche Gehirn in einen synthetischen Körper zu pflanzen.  Charles musste aus dem Weg geräumt werden, weil er dies wusste. Nun soll auch Carla getötet werden, aber Leo nimmt sie in Schutz. Sie soll stattdessen ebenfalls in einen Androiden verwandelt werden. Carla wehrt sich, aber die anderen und Dr. Heim zwingen sie dazu und so wird auch sie ein unsterblicher Filmstar.

### Mr. Steinway
Dorothy Endicott ist mit dem erfolgreichen Pianisten Gordon Roberts zusammen. Er zeigt ihr seinen Flügel, den er liebevoll nach der Muse Euterpe benannt hat. Er spricht von Euterpe, als sei sie ein lebendiges Wesen. In Dorothys Gegenwart kann Gordon plötzlich nicht mehr richtig spielen. Er sagt, dass Euterpe Dorothy wohl noch nicht mag. Dorothy hält das für einen Scherz. Mit der Zeit wird es jedoch schlimmer. Er sagt, dass Euterpe eifersüchtig auf Dorothy sei. Dorothy ist sauer, da ein Flügel ihre Konkurrentin ist. Sie redet mit Gordons Managerin darüber. Sie sagt, dass er nicht in der Verfassung für die Tournee sei, die er geplant hat. Eines Abends hört Dorothy Gordon spielen, aber als sie den Raum betritt, steht Gordon an der Tür und nicht bei Euterpe. Er sagt ihr, dass Euterpe gespielt hat und nicht er. Dorothy ist wütend. Sie überredet Gordon, seine Tournee abzusagen. Gordon beschließt, Dorothy zu folgen. Er geht kurz in einen anderen Raum. Plötzlich hört Dorothy Euterpe spielen. Sie geht in den Raum mit dem Flügel. Der Flügel beginnt sich zu bewegen. Er versperrt ihr die Tür und schubst sie dann aus dem Fenster. Dorothy stirbt beim Aufprall und Gordon spielt daraufhin auf Euterpe.

### The Man Who Collected Poe
Ronald Wyatt, ein Edgar Allan Poe-Sammler, lernt Lancelot Canning kennen, welcher ebenfalls Poe-Sammler ist und alle Werke in der Originalausgabe besitzt. Ronald will die Sammlung unbedingt mit eigenen Augen sehen, weshalb Lancelot ihn zu sich einlädt. Ronald ist begeistert von der Sammlung und will Lancelot etwas abkaufen, aber für Lancelot kommt das nicht in Frage. Lancelot bietet Ronald einen Whisky an. Nach einer Weile ist Lancelot selbst betrunken, weshalb er bereit ist, Ronald ein Geheimnis zu zeigen. Er führt ihn in den Keller, wo sich einige unveröffentlichte Originalmanuskripte von Edgar Allan Poe befinden. Ronald stellt jedoch fest, dass die Geschichten auf modernem Papier geschrieben wurden und mit 1966 datiert sind. Ronald zweifelt deshalb die Echtheit der Manuskripte an. Lancelot aber erklärt ihm, dass sein Großvater, der selbst ein großer Poe-Fan war und die Sammlung begonnen hat, Leichen an Universitäten verkauft hat. Eines Tages grub er die Leiche von Edgar Allan Poe aus, und da er auch ein begabter Magier war, erweckte er ihn zum Leben. Ronald findet einen Schlüssel und will damit eine verschlossene Tür aufsperren. Lancelot will ihn daran hindern, wird von Ronald aber mit einem Kerzenständer niedergeschlagen. Ronald öffnet die Tür. Dahinter befindet sich der lebendige Edgar Allan Poe. Poe erzählt Ronald, dass er sterben will, da er einen Pakt mit dem Teufel geschlossen hat und deshalb ewig leben muss. Ronald erlöst Edgar Allan Poe, indem er das Haus in Brand setzt. Dafür gehört seine Seele aber nun dem Teufel und er verbrennt zusammen mit dem Haus und Lancelots Sammlung.

### Ende
Nachdem Ronald sich die Zukunft vorhersagen hat lassen, beginnt er zu lachen. Dr. Diabolo erklärt den anderen, dass sie das, was sie gesehen haben, als Warnung vor dem, was passieren könnte, sehen sollen. Als letzter ist der Arzt an der Reihe. Dieser aber weigert sich, da ihm das Ganze zu unheimlich sei. Dr. Diabolo zwingt ihn aber dazu, weil er dafür bezahlt hat. Der Arzt nimmt die Schere von Atropos und ersticht Dr. Diabolo damit. Die Zuschauer verlassen in Panik das Wachsfigurenkabinett. Als alle weg sind, steht Diabolo wieder auf. Der Arzt war nämlich sein Assistent und das Erstechen gehörte zur Show. Plötzlich erscheint Ronald wieder. Er hat erkannt, wer Dr. Diabolo wirklich ist, nämlich der Teufel persönlich. Er sagt, dass er gerne einmal einen Pakt mit ihm schließen würde. Dr. Diabolo willigt ein. In der letzten Szene zieht Dr. Diabolo die Schere aus seiner Brust und gibt sie wieder der Wachsfigur. Dann dreht er sich in Richtung Kamera und  hat plötzlich wieder das Gesicht des Teufels.

## Weitere Filme
Der Foltergarten des Dr. Diabolo ist nach Freddie Francis’ Die Todeskarten des Dr. Schreck (1965) der zweite Film in einer Reihe von Episoden-Horrorfilmen, die von Amicus Productions von 1965 bis 1980 produziert wurden. Es folgten Peter Duffells Totentanz der Vampire (1970), Roy Ward Bakers Irrgarten des Schreckens (1972), Freddie Francis’ Geschichten aus der Gruft (1972), Roy Ward Bakers In der Schlinge des Teufels (1973), Kevin Connors Die Tür ins Jenseits (1973), und Roy Ward Bakers Monster Club (1980).

## Kritik
„[…] Freddie Francis, der schon bei einigen der besten Hammer-Filmen Regie geführt hat, inszeniert die vier Geschichten routiniert, effektvoll und nicht ohne Ironie – eine nette Idee ist es dabei, die Figur der Atropos in wechselnden Verkleidungen auch in die Episoden zu integrieren. Diese entfaltet, beängstigend lebendig wirkend, in der Rahmenhandlung schon eine gewisse Wirkung – wobei allerdings dahingestellt sein muss, ob die immer mal wieder sichtbaren unmerklichen Bewegungen zum Konzept gehören oder nur zurückzuführen sind auf das Unvermögen der Schauspielerin, stillzuhalten. Höhepunkt ist sicher die furiose Geschichte um Edgar Allan Poe, doch auch die anderen Storys bieten gepflegten Brit-Grusel-Charme mit Stil.“

„Ein Rummelplatz-Unternehmen präsentiert seinen Kunden ihre Zukunft in Form eines Schauerkabinetts. Der Horrorfilm erzählt fünf dieser Visionen als verrückt-fantastische Kurzgeschichten und ist dabei teilweise recht effektvoll. Ein technisch versierter Horrorfilm, für Freunde des Genres von Interesse.“

„Trotz einer gewissen Rohheit kann dieser Episodenfilm wegen seiner außergewöhnlichen Stories und wegen seiner technischen Fertigkeiten für ältere Liebhaber der Gattung von Interesse sein.“

## Fassungen
Deutsche Kinofassung
Die deutsche Kinofassung von Der Foltergarten des Dr. Diabolo war um ca. 3 Minuten geschnitten. Es fehlte unter anderem die komplette Anfangssequenz, in der Dr. Diabolo eine Wachsfigur „hinrichtet“. Überwiegend wurden Handlungsszenen geschnitten, um den Film zu straffen. Die geschnittenen Szenen wurden nie deutsch synchronisiert. Von der FSK bekam die deutsche Kinofassung eine Freigabe ab 16 Jahren. Auch im TV lief stets diese geschnittene Fassung.
Originalversion
Die englische Originalversion hat eine Laufzeit von ca. 96 Minuten und ist die längste Fassung des Films. Sie ist weltweit auf DVD erhältlich.

## Veröffentlichungen
In Deutschland wurde Der Foltergarten des Dr. Diabolo nicht auf VHS veröffentlicht. Am 6. Dezember 2005 wurde der Film erstmals in Deutschland von Sony Pictures auf DVD veröffentlicht. Enthalten ist die ungeschnittene restaurierte Fassung des Films. Die Szenen, die in der deutschen Fassung fehlten, sind im englischen Originalton enthalten.